# Meligethes serripes
Meligethes serripes är en skalbaggsart som först beskrevs av Leonard Gyllenhaal 1827.  Meligethes serripes ingår i släktet Meligethes, och familjen glansbaggar. Enligt den svenska rödlistan är arten sårbar i Sverige. Arten förekommer i Götaland och Öland. Artens livsmiljö är jordbrukslandskap, stadsmiljö.